# Ольховский (Добринское сельское поселение)
Ольховский — хутор в Урюпинском районе Волгоградской области России, в составе Добринского сельского поселения.
Население — 10 (2010) человек.

## История
Дата основания не установлена. Хутор относился к юрту станицы Добринской Хопёрского округа Земли Войска Донского (с 1870 — Область Войска Донского). В 1859 году на хуторе Альховском проживало 58 душ мужского и 69 женского пола. По переписи 1873 года на хуторе проживало 103 мужчины и 107 женщин, в хозяйствах жителей насчитывалось 84 лошади, 86 пар волов, 245 голов прочего рогатого скота и 1134 овцы. Согласно переписи населения 1897 года на хуторе проживали 151 мужчина и 179 женщин. Большинство населения было неграмотным: грамотных мужчин — 48, женщин — нет.
Согласно алфавитному списку населённых мест Области Войска Донского 1915 года земельный надел хутора составлял 636 десятин, проживало 210 мужчин и 195 женщин.
С 1928 года — в составе Урюпинского района Хопёрского округа (упразднён в 1930 году) Нижне-Волжского края (с 1934 года — Сталинградского края). В 1935 году хутор передан в состав Добринского района Сталинградского края (с 1936 года Сталинградской области, с 1954 по 1957 год район входил в состав Балашовской области). В 1963 году в связи с упразднением Добринского района хутор вновь передан в состав Урюпинского района.

## География
Хутор находится в луговой степи, в пределах Калачской возвышенности, в глубокой балке. Рельеф местности холмистый, сильно пересечённый оврагами и балками. Центр хутора расположен на высоте около 80 метров над уровнем моря. Почвы — лугово-чернозёмные.
По автомобильным дорогам расстояние до областного центра города Волгоград — 360 км, до районного центра города Урюпинска — 34 км, до административного центра сельского поселения хутора Забурдяевский — 10 км. Ближайшие населённые пункты: хутор Григорьевский (расположен к востоку от Ольховского) и хутор Нижнеантошинский (к юго-востоку).
Часовой пояс
Ольховский, как и вся Волгоградская область, находится в часовой зоне МСК (московское время). Смещение применяемого времени относительно UTC составляет +3:00.

## Население
Динамика численности населения по годам:
| 1859 | 1873 | 1897 | 1915 | 1989 | 2002 |
| ---- | ---- | ---- | ---- | ---- | ---- |
| 127  | 220  | 330  | 371  | ≈180 | 48   |

| 2010 |
| ---- |
| 10   |